# Capitulación
Unter einer Capitulación (spanisch Plural: Capitulaciones) wird heute meist eine Urkunde verstanden, in der die Einzelheiten eines Übereinkommens der Krone von Kastilien mit einer oder mehreren Privatpersonen zusammengefasst wurden. Mit den Capitulaciones regelten die kastilischen Könige ab dem Ende des 15. Jahrhunderts die Entdeckertätigkeit, die Unterwerfung der Ureinwohner überseeischer Gebiete und die Einrichtung spanischer Siedlungen außerhalb Europas.

## Definition
Der Begriff Capitulación hat in der spanischen Sprache mehrere Bedeutungen
- Eine Urkunde, die die Inhalte eines Übereinkommen zwischen der Krone und einer oder mehreren Privatpersonen dokumentiert (darum geht es im folgenden Text.)
- Ein Vertrag, der die Bedingungen, besonders wirtschaftlicher Art, einer zu schließenden Ehe festlegt (Capitulación matrimonial).
- Ein Vertrag zwischen Kriegsparteien mit dem Ziel sich zu ergeben oder zurückzuziehen, ohne dass das das endgültige Ende der Feindseligkeiten bedeutet (Kapitulation).
- Ein Vertrag oder Abkommen zwischen Christen und nicht christlichen Gemeinschaften oder Staaten.[2]

Die Capitulación war eine neue Art von Dokument, das geschaffen wurde, um eine am Ende des 15. Jahrhunderts neu aufgetretene Situation zu regeln. Ob Capitulaciones Verträge mit den Königen als Partner oder Gnadenerweise der Könige waren, wird in der Geschichtswissenschaft im Verlauf der Zeit unterschiedlich beurteilt. Die Capitulaciones enthalten sowohl Elemente eines Vertrages als auch die eines Gnadenerweises. Sie vergeben teilweise hoheitliche Rechte an Privatpersonen und regeln privatrechtliche und strafrechtliche Angelegenheiten, sodass eine Capitulación als ein Dokument einer eigenen Art anzusehen ist.

## Das System der Capitulaciones
Durch den Kastilischen Erbfolgekrieg (1474–1479) waren Königin Isabella I. und König Ferdinand V. von Kastilien in einer wirtschaftlich schlechten Situation. Sie sahen sich nicht in der Lage, die von ihnen gewünschten Entdeckungsfahrten und Eroberungszüge in überseeische Gebiete mit eigenen Mitteln durchführen zu lassen. Sie wählten daher ab 1477 die Möglichkeit der Finanzierung durch private Unternehmer. Die Kontrolle der Krone blieb bei dieser Art des Vorgehens besser gewahrt als wenn die unterworfenen Gebiete als Lehen an die Eroberer vergeben worden wären, wie das bei den Islas de Señorio der Kanarischen Inseln ab 1402 geschehen war.
Die erste auch so benannte Capitulación zur Eroberung überseeischer Gebiete war vermutlich die Capitulación vom 20. April 1478 die die Eroberung der Insel Gran Canaria zum Ziel hatte. Die Capitulaciones de Santa Fe, die erste Capitulación zur Erforschung unbekannter Gebiete, war untypisch für die große Zahl der später ausgestellten Capitulaciones.
Am 3. September 1501 erließen Königin Isabella und König Ferdinand eine Anordnung (Provision), dass keine Person ohne ausdrückliche Genehmigung auf Entdeckungsreise in die unentdeckten Länder gehen dürfe. Das war der Beginn der allgemeinen Einführung von Capitulaciones, um die Entdeckung, den Handel, die Eroberung, die Besiedlung und die Evangelisierung der Neuen Welt unter der Aufsicht der Krone von Kastilien abzuwickeln. Insgesamt wurden im 16. Jahrhundert 75 Capitulaciones ausgestellt, in den letzten 25 Jahren der Regierungszeit des Königs Philipp II. von 1573 bis 1598 nur zwei.
Die Capitulaciones wurden grundsätzlich im Namen der Königin oder des Königs ausgestellt und vom Vorsitzenden des Rates ausgefertigt. Nach dem Inkrafttreten der Leyes Nuevas im Jahr 1542 konnten auch die Audiencias, die in Amerika gebildet wurden, Capitulaciones gewähren, sie mussten aber ab 1573 erst Rücksprache mit dem Consejo de Indias nehmen.

## Aufgaben der Capitulantes
Ein großer Teil der Capitulantes stammte aus dem niederen Adel. Die Zeit zwischen 1500 und 1520 war gekennzeichnet durch Entdeckungsreisen. Die Capitulantes dieser Periode waren häufig keine Militärpersonen, sondern Steuermänner, die bereits an Expeditionen teilgenommen hatten und nun ein eigenes Unternehmen leiten wollten. In der Zeit nach 1520 änderte sich der Typ des Entdeckers vom Steuermann-Entdecker zum Entdecker-Eroberer. Die Capitulantes waren nun häufig Militärpersonen, die als Siedler, Conquistadores oder königliche Beamte Erfahrungen in den überseeischen Gebieten gesammelt hatten.
Die Leiter des Unternehmens hatten die Aufgabe, das Projekt zu planen und die notwendigen Mittel zur Durchführung zu beschaffen. Dazu schlossen sie Verträge mit Geldgebern ab, die als Teilhaber oder Kreditgeber an dem Unternehmen beteiligt waren und durch die Gewinne, die bei der Eroberung zu erwarten waren, entschädigt werden sollten. Es mussten ein oder mehrere Schiffe ausgerüstet sowie Seeleute, Soldaten und Priester angeworben werden.

### Entdeckung
In der ersten Hälfte des 16. Jahrhunderts war als Gegenstand der Capitulaciones die Entdeckung einer meist nicht sehr genau definierten Gegend angegeben. Zwischen den Jahren 1540–1550 scheint es, dass die Notwendigkeit der Eroberung wichtiger wurde als die Entdeckung. Es galt nun die entdeckten Territorien abzusichern. Ab 1550 war Entdeckung nur noch vereinzelt Gegenstand der Capitulaciones.

### Eroberung
In den Capitulaciones, die die Entdeckung und Eroberung neuer Gebiete zum Ziel hatten, waren genaue Angaben über die Ausrüstung des Unternehmens enthalten z. B. die Anzahl der Soldaten und Reiter die anzuwerben waren. Es gab auch Hinweise zum Umgang mit den Ureinwohnern. Die mussten in den Capitulaciones nicht unbedingt im Detail aufgeführt werden, da sie Teile des allgemeinen kastilischen Rechtssystems waren. Grundlage der Forderung gegenüber den Ureinwohnern auf die Unterwerfung unter die Hoheit der Krone Kastiliens war die Übertragung der Macht durch die Bulle Dudum siquidem des Papstes Alexander VI. aus dem Jahr 1493. Seit 1513 waren die Eroberer verpflichtet, das Requerimiento (spanisch = Aufforderung), die rituelle Annexion durch die Verlesung eines Ultimatums durchzuführen. Das ergab sich aus den Leyes de Burgos auf deren Einhaltung in einigen Capitulaciones hingewiesen wurde.
Der Begriff „Conquista“ (Eroberung) beinhaltete sprachlich die Anwendung von Gewalt. Das stand in einen Gegensatz zum Willen des Königs Karl I. Dieser wünschte eine Abkehr der Entdecker von solchen Vorstellungen. Sie sollten den Ureinwohnern mit dem Gefühle von Frieden und Nächstenliebe entgegentreten. Daher ging man daran, diesen Begriff in den juristischen Urkunden abzuschaffen und ihn durch den Begriff „Pacificación“ (Unterwerfung, Aussöhnung, Befriedung) zu ersetzen.

### Missionierung
Die Frage der Missionierung der Ureinwohner spielte bei der vermutlich ersten Capitulacion, die den Bischof von Rubicón als den Hauptadressaten hatte, eine bedeutende Rolle. In den Leyes de Burgos wurde angeordnet, dass die Capitulaciones den Gesetzen entsprechen sollten und daher als erstes Ziel den Dienst an Gott und dem Heiligen katholischen Glauben haben sollten. Es wurde angeordnet, dass Personen, denen neue Entdeckungen anvertraut wurden, in ihrem christlichen Glauben überprüft waren, redlich und eifrig waren zur Ehre Gottes und dem Dienst am König und die Konversion der Indios wollten. In einem großen Teil der Capitulaciones war es verpflichtend bei den Unternehmungen nach Amerika, für die Evangelisation der Indios aber auch für die Seelsorge der Teilnehmer Priester mitzunehmen. Die Missionierung bildete einen Teil der Legitimation der Unterwerfung fremder Völker und wurde deshalb als ein Ziel der Unternehmungen genannt.

### Besiedlung
Die Besiedlung kommt als Gegenstand der Capitulaciones häufig vor. Sie beziehen sich auf ein bereits bekanntes Gebiet, das in den meisten Fällen bereits unterworfen wurde. Von den Capitulantes wurde verlangt, verheiratete Männer mit ihren Frauen mitzubringen, da sich das positiv auf die Stabilität der Ansiedlung auswirkte; außerdem wurde gewünscht, dass diese Männer Landarbeiter sind. In anderen Capitulaciones wurde verlangt, dass Bergleute mitgehen, die den Abbau von Metallen sichern. Teilweise sind die bereitzustellenden Ausrüstungsgegenstände einzeln aufgeführt. Der Capitulante wurde berechtigt, Landverteilungen vorzunehmen. Dieses Land ging meist nach fünf Jahren in das private Eigentum der Siedler über. In einigen Fällen enthielten die Capitulaciones die Verpflichtung, Städte zu gründen und sie mit Befestigungsanlagen zu sichern.

## Zugeständnisse der Krone

### Verleihung von Ämtern und Titeln
In den Capitulaciones wurden den Capitulantes verschiedene öffentliche Ämter verliehen. Diese Ämter wurden üblicherweise nicht nur für die Zeit der Durchführung des Unternehmens übertragen, sondern lebenslang oder sogar vererbbar. Die Amtsinhaber erhielten so die Autorität gegenüber den Teilnehmern des Unternehmens, den Siedlern und anderen staatlichen Stellen. Die meisten Amtsinhaber hatten einen Anspruch auf Bezahlung aus dem Steueraufkommen ihrer Amtsbezirke.
Das Amt eines Gouverneurs wurde bereits in den ersten Capitulaciones gewährt. Das Amt des Alguacil Mayor wurde häufig zusammen mit dem Amt des Gouverneurs verliehen. Der Alguacil Mayor war zu dieser Zeit ein vom König eingesetzter und nicht von der Bevölkerung gewählter Richter.
Besonders zur Zeit der Entdeckungen und Eroberungen erhielten die Capitulantes als militärische Führer den Titel eines Generalkapitäns (Capitán general). Mit dem Amt eines Generalkapitäns war nicht nur der militärische Oberbefehl über die in dem zugehörigen Distrikt stationierten Truppen und über die Milizeinheiten, sondern auch die Leitung des gesamten militärischen Versorgungs- und Nachschubwesens und die Ausübung der militärischen Gerichtsbarkeit verbunden.
Der Titel Adelantado wurde ab 1512 häufig gewährt. Das in den Capitulaciones verliehene Amt war nicht mit dem Amt der „Adelantados Mayores de Castilla“ zu vergleichen. Es handelte sich vielmehr um ein Ehrenamt, dessen Autorität sich aus dem üblicherweise gleichzeitig verliehenen Amt des Alguacil Mayor ergab.
Es wurde eine Reihe von Ehrentitel vergeben, wie z. B. das Recht als Don angesprochen zu werden. Das bedeutete für die Empfänger den Zugang zum Adelsstand mit dem eine Reihe steuerlicher Vorteile verbunden waren.

### Zugeständnisse materieller Art
Die Beiträge der Krone zu den Unternehmen bestanden nur in seltenen Fällen aus direkten finanziellen Zuschüssen. Wenn die Expedition nicht durchgeführt wurde oder die anfänglichen Ziele nicht erreicht wurden, hatte die Krone keinerlei Verluste.
In den Capitulaciones im Bezug auf die Kanarischen Inseln wurde auch die Zahlungen einer Prämie versprochen, wenn die Eroberung in einem bestimmten Zeitraum abgeschlossen würde. Den Capitulantes der Kanarischen Inseln wurden z. T. Handelsmonopole zugesprochen. Hier wurde auch als direkte Unterstützung die Abordnung von Reitern der Santa Hermandad angeordnet. Die Krone unterstützte die Unternehmungen der Capitulantes in Amerika nie mit direkten finanziellen Unterstützungen.
Während der Reise und der Durchführung des Unternehmens übte die Krone über die Capitulantes eine Kontrolle durch die Finanzbeamten aus, die auf den Schiffen mitgenommen werden mussten.
Die Capitulantes der Unternehmungen in Amerika wurden üblicherweise wenigstens auf eine bestimmte Zeit von den Ein- und Ausfuhrzöllen (almojarifazgo) befreit, die auf den Warentransfer von Spanien nach Amerika und von Amerika nach Spanien, zu entrichten waren. Die Verkaufssteuer (alcabala) für Waren, die die Capitulantes und teilweise auch der Siedler in den Haushaltungen benötigten, wurden häufig erlassen.
Ein weiterer Anreiz, der den Capitulantes geboten wurde, war der Verzicht auf einen Teil der Abgaben, die die Krone auf den Ertrag der Bergwerke erhob. Hier wurden die üblichen 20 % Anteil der Krone in den ersten Jahren des Betriebes auf 10 % gesenkt, um dann in den folgenden Jahren langsam auf den normalen Satz anzusteigen.
Eine Einnahme der Capitulantes, die nur schwer zu überwachen war, war die Kriegsbeute, an der die Krone beteiligt werden musste. Hier ergeben sich die grundsätzlichen Fragen danach, ob die Gewaltanwendung gegen die Ureinwohner aus deren Verhalten gerechtfertigt war.
Eine Möglichkeit, die an dem Unternehmen beteiligten Militärpersonen zu entlohnen, waren „Repartimientos“, Landzuteilungen und die Zuteilung von Encomiendas in den eroberten Gebieten. Zu diesen Repartimientos wurden die Capitulantes üblicherweise ermächtigt, wenn sie zu Gouverneuren ernannt worden waren. Diese Art der Finanzierung der Unternehmungen durch Landzuteilungen spielte besonders bei der Finanzierung der Eroberung der Kanarischen Inseln La Palma und Teneriffa eine wichtige Rolle. Die Zuteilungen von Encomiendas waren in den Leyes de Burgos von 1512 genau geregelt.

## Rücknahme der Zugeständnisse der Krone
Die Capitulaciones waren von vorneherein so angelegt, dass sich fast immer irgendein Grund oder Vorwand finden ließ, um dem Conquistador seine Eroberung anschließend abzunehmen. Aufgrund von Klagen entsandten die Könige einen mit allen Vollmachten ausgestatteten Untersuchungsrichter (Juez pesquisidor), der die Amtsführung des Gouverneurs, des Capitán General oder der Vizekönigs überprüfte und gleichzeitig für die Dauer der Ermittlungen die Regierungsgewalt übernahm. Der Betroffene wurde nach Spanien geschickt und musste dort vor einem königlichen Gericht sein Vorgehen rechtfertigen. Nur wenige Führer wie Columbus und Cortes konnten nach solchen Prozessen ihren Statusgewinn für ihre Erben sichern.

## Problematik der Capitulaciones
Die Finanzierung der Unternehmen wurde in den Capitulaciones den Capitulantes übertragen. Sie schlossen zur Finanzierung des Unternehmens Verträge mit Teilhabern und Kreditgebern ab, die an den Gewinnen beteiligt werden sollten. Bei den Teilhabern handelte es sich teilweise um Conquistadores, die mit einer eigenen Ausrüstung und einer Anzahl von ihnen bezahlten Leuten an dem Eroberungszug teilnahmen. Andere Teilhaber waren häufig in Sevilla ansässige Händler, meist aus Italien, die Geld, Ausrüstung oder Schiffe bereitstellten. Den Personen, die nicht aus den Ländern der Krone von Kastilien stammten, war es verboten, in die überseeischen Gebiete zu reisen, dort Land zu erwerben oder Handel mit diesen Gebieten zu treiben. Ihre Einlagen und Gewinne konnten diesen Händlern daher kurzfristig nur mit Geld aus den Verkäufen von Kriegsbeute erstattet werden. Auch ein großer Teil der Conquistadores war nicht daran interessiert, sich als Grundeigentümer in Amerika niederzulassen. Daher war ihr Interesse darauf gerichtet, maximalen Gewinn aus der Expedition zu schlagen und nach Kastilien zurückkehren.
Die ertragreichste Einnahmequelle bei der Eroberung der Kanarischen Inseln war der Sklavenhandel. Beim Abschluss der Verträge mit den Geldgebern der Projekte wurde davon ausgegangen, dass der Verkauf von gefangenen Ureinwohnern als Sklaven einen großen Teil der Kosten ausgleichen würde. Der Verkauf von Ureinwohnern, die getauft waren oder kurz vor der Konversion standen, war durch eine königliche Erklärung vom 20. September 1477 verboten worden. Wenn die Ureinwohner zu schnell konvertierten oder die Absicht zur Konversion bekundeten, waren die Eroberer um eine Einnahmequelle gebracht, die sie fest eingeplant hatten.
Die einfachste Art der Geldbeschaffung zur Finanzierung der Entdeckungs- und Eroberungsunternehmungen nach Amerika war der Verkauf von Indianern als Sklaven. Schon Kolumbus sah den Verkauf von Indianern als eine wichtige Möglichkeit an, Gewinn aus seinen Entdeckungen zu ziehen. Von 1492 bis 1511 wurden 1700 Indianersklaven nach Spanien exportiert, obwohl die Versklavung von Indianern ab 1495 verboten war.
Die Leiter der Eroberungsunternehmungen waren oftmals Heerführer ohne Verwaltungserfahrung oder grundlegende Kenntnisse des Rechtes. Ihnen wurden im Zusammenhang mit den Capitulaciones zivile Verwaltungs- und Richterämter (Gouverneur) übertragen, die sie häufig überforderten, auch wenn sie einen „Asesor Letrado“ (juristisch geschulter Stellvertreter) zu ihrer Beratung beschäftigen mussten.